# Sebastiano Ricci

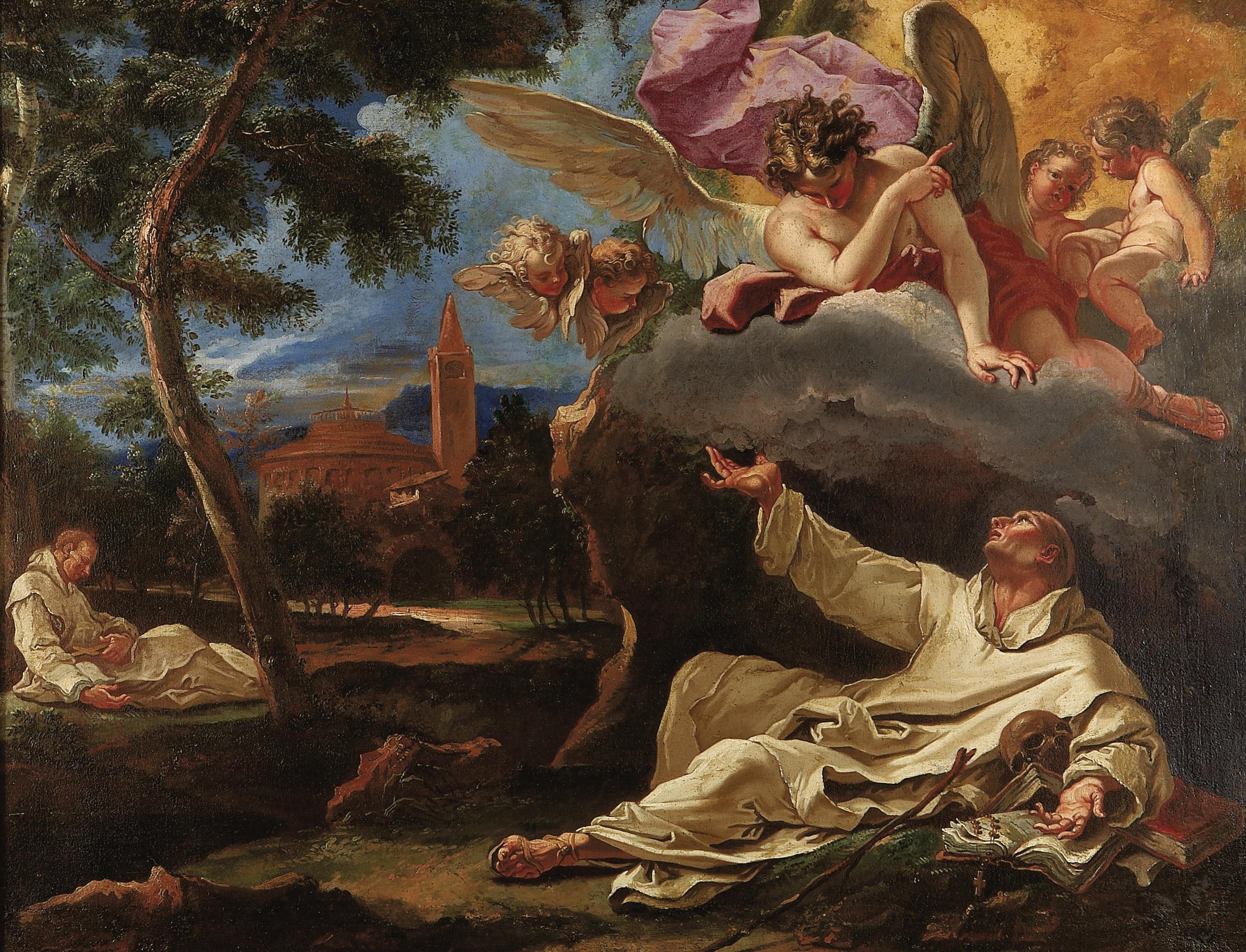
Sebastiano Ricci: Szent Brúnó víziója

Sebastiano Ricci (Belluno, 1659. augusztus 1. – 1734. május 15.) olasz festő. Körülbelül egyidős Piazzettával, idősebb kortársa Tiepolo volt. Ő képviseli az   élénk és ragyogó Cortonesque stílus késői változatát a freskó festészetben.

## Élete

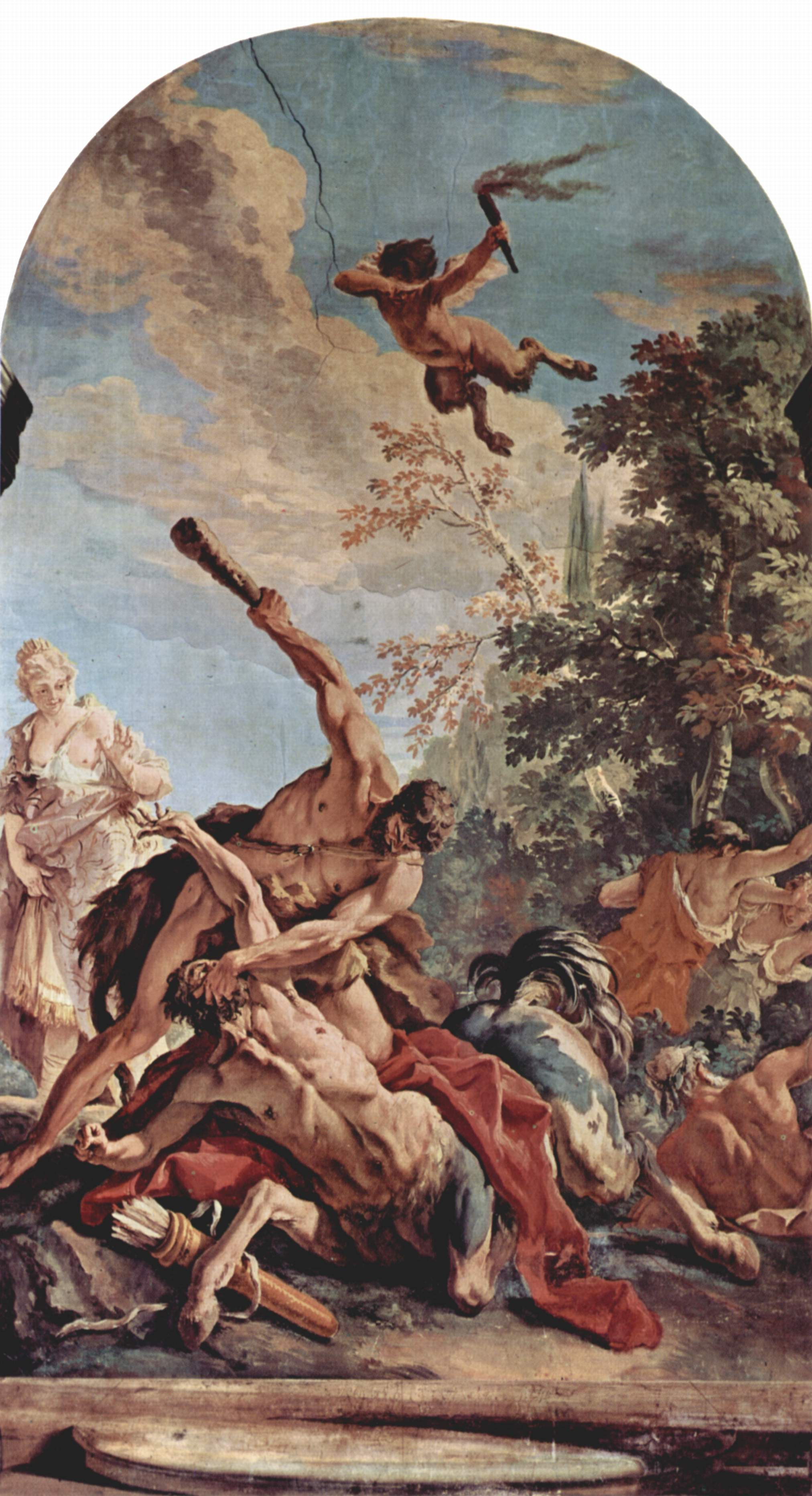
Sebastiano Ricci: Kentaur

Bellunoban született 1659 augusztus 1-én. Két fia: Andreana és Livio Ricci ismertek. 1671-ben a velencei Federico Cervelli tanítványa volt. Más vélemények szerint Ricci első mestere Sebastiano Mazzoni volt. 1678-ban, egy lány nem kívánt terhessége, és végül a botrány, amelyben Riccit azzal vádolták, hogy megpróbálta megmérgezni a fiatal nőt, hogy elkerülje a házasságot. Bebörtönözték, de megjelent nála egy nemes, valószínűleg egy Pisani családtag. 1691-ben végül feleségül vette a várandós anyát.
Szabadulása után Bolonyába költözött , ahol a Parish of San Michele del Mercatoho közelében élt. Festészetének stílusát nyilvánvalóan befolyásolta Giovanni Gioseffo Dal Sole is. 1682. szeptember 28-án a "Testvériség Szent János Florence"-hoz szerződött a Keresztelő János lefejezése oratóriumot festeni.
1697-ben a gróf Giacomo Durini bérelte fel a monzai székesegyház festéséhez. 1698-ban egy évtizedre visszatért a Velencei Köztársaságba. 1700 augusztus 24-én freskókkal díszítette  a Santissimo Sacramento  kápolnát és a Santa Giustina templomot Padovában. 1702-ben a Schönbrunn palota Kék termét díszítette freskókkal, majd Bécsben, II. Frigyes szászországi választófejedelem  kérte meg egy Ascension vászon festésére. 
1706 nyarán Firenzében dolgozott. Firenzei tartózkodása alatt először elkészített egy nagy freskó sorozatot allegorikus és mitológiai témákkal a most Marucelli-Fenzi vagy Palazzo Fenzi épületében (az épület jelenlegaz  University of Florence tanszékeié). E mubnkája után Ricci, valamint a quadraturista Giuseppe Tonelli megbízást kapott a nagyherceg Ferdinando de 'Medicitől a Pitti-palota szobáinak díszítésére, (Vénusz és Adonis mennyei ábrázolások) e munkái levegősebbek és fényesebbek lettek, mint a korábbi firenzei freskó sorozatai. Ezek a művek hírnevet és további felkéréseket szereztek számára idegen földeken is, megmutatva növekvő befolyását más olasz régiókban is a velencei festészet terén.
1708-ban visszatért Velencébe, kiegészítve a Madonna a Gyermekkel című festményét a San Giorgio Maggioreben. 1711-ben, a festészet mellett unokaöccsével, Marco Riccivel, festett két vásznat a Taverna Palacen (Esther, Assuero és Mózes megmenekült a Níluson).